# Petäjäselkä (kulle i Norra Lappland)
Petäjäselkä är en kulle i Finland. Den ligger i Sodankylä kommun i landskapet Lappland, i den norra delen av landet, 900 km norr om huvudstaden Helsingfors. Toppen på Petäjäselkä är 273 meter över havet.
Terrängen runt Petäjäselkä är platt, och sluttar söderut.  Trakten runt Petäjäselkä är nära nog obefolkad, med mindre än två invånare per kvadratkilometer.